# 屠蜀
屠蜀是指明末崇禎初年起，大西、大清、南明三股勢力在四川連年混戰廝殺而造成的大規模人口驟減現象，死亡人數據統計大約有685萬人，至清初四川人口僅餘50萬人殘存，因此導致清朝以「湖廣填四川」政策解決人口不足問題。據南明兵部职方司郎中欧阳直著作《欧阳氏遗书》記載：「天下未亂蜀先亂，天下已定蜀未定」；清初四川人張烺撰寫的《燼餘錄》記載：「今統以十分而論之，其死於獻賊之屠戮者三，其死於搖黃之擄掠者二，因亂而相殘殺者又二，飢而死者及二，其一則死於病也」。

## 屠殺
崇祯十七年（1644年），张献忠西进四川，建立大西政权，年号大顺。在大西政权初期他獲得了相當的支持，據傳教士利類思（Lodovico Buglio）以及安文思（Gabriel de Magalhães）記述，在張獻忠統治初期，他表現出的慷慨和公正收買了不少人心，一度吸引不少官吏和庶民跟隨他，然而由於四川各地效忠明朝的势力反抗强烈，张献忠决定以杀戮报复。顺治二年（1645年）7月，大西宰相汪兆齡對张献忠說「蜀民剽悍，屢撫屢叛，是蜀人負皇上，非皇上負蜀人也」，次日，张献忠下令在成都屠城，先杀男子，后逼妇女投江，被屠戮者不计其数，《纪事略》記載死者“不下四五百万”，然而实际數字不可考，當時兩名傳教士也已經知道了张献忠的殘暴性。不久，张献忠又以「特科」的名义，骗四川的乡绅、士子、医卜僧道杂流到成都，後全部屠杀，被杀者万余人。张另一毁蜀民原因是明军多川人，且张与李自成在1640年河南大会，流寇定分兵定所向的亡朝战略，张之恶行是助李攻京。

### 张献忠屠蜀
明遗民顾山贞所著《蜀记》記載张献忠本无屠蜀之意，后经汪兆龄建议才决定采取焦土政策，将成都平原地区居民屠杀殆尽：
兆龄曰：『皇上此言差矣。四川山水最险，人性刁恶；皇上入川未满二年，恩信未结。今舍之而去，彼必啸聚为乱，北拒剑阁、东扼瞿塘，川兵素称慓悍，那时恢复必费手矣。依臣愚见，莫若将城内百姓，无分良贱老幼，尽行剿杀。过此残腊，命内四路、外四路将军都督各统兵马分东西南北，凡府州县城百姓俱杀绝，房屋烧了；复发兵各山各乡，不分日夜，分头剿杀。立定赏格：凡剁男子手二百余双者，兵加把总，官进一级。剁女子手四百余双者，亦照前列升赏；幼小子女不算功。不如数者，以背叛、怀二心之罪加之。如房屋、榖米烧毁不尽者，其罚如前。如此，将全川成一赤地，土著不能啸聚。即别有觊觎此地者，目击荒烟蔓草，不能久驻。皇上舍之而去，臣等各将兵俱无留恋矣』。献忠大喜曰：『卿真忠臣也。此计甚善』。即传令内外八路将领各领兵进城，搜缚在城百姓，俱押出南门，斩入江中，命先缚男子，妇女俱留在后。是时正值九月十五日，月明如昼，众贼申时进城，搜缚百姓。凡男人，两人缚一人，齐出南门外江边，随到随杀。从十五日申时杀起，至十七日申时杀完。江水尽红，尸积如山，水淹至城脚丈余，涌塞不流；献忠命水手撑大船十余只，至下流推尸顺流，方得流通。血腥之气，闻数十里。男人杀尽后，将老幼妇女尽赶出城外，每贼一人，引妇女数百，至江边驱令自跳。号哭之声，闻数十里。其城内财宝金帛，堆积无数；各贼不敢私分毫，尽缴献忠，令王尚礼收库。献忠又虑州之东西南北府州县，若骤然发兵去剿，未必无漏网之人；且恐其中有啸聚结伙者，反致劳师。」
顺治三年（1646年）年正月，張獻忠屠殺大西军中的川籍士兵，除14岁以下的全部尽杀。同年，張獻忠派兵分剿成都府属32州县，定例每杀一人，剁两手掌、割两耳及一鼻解验，准一功，妇女四双手准一功，小孩六双准一功，直至五月，各地剿杀部队全部回到成都，剿杀部队為了賞賜，往往在上功疏時誇大數字，甚至宣稱屠殺了數千萬人：
至次年丙戌（顺治三年）正月初十日，献忠传令将川中各卫所军余并收川营兵，除年十四以上者留营，其余成丁老弱，不拘男妇，尽命杀之。自初十日起、至十五日止，各路呈报杀过川兵册开：卫军七十五万有奇，家口不计；川兵二十三万有奇，家口三十二万余。成都北门外威凤山起、至南门桐子园止，绵亘七十余里，尸骨堆积，臭闻百里外。十六日，命平东将军张可望、抚南将军张文秀、安西将军张定国、定北将军张能奇各领贼兵，分头四出；献忠统领伪指挥千百户、伪禁丁羽林之众二十余万，督阵分发成都府三十六州县地方。剿杀百姓，限三月尽复命。可望等星夜前往，每日屠戮四、五城，或七、八城；不过旬日，三十六州县俱己屠完，每一城户口多者千百万、少者亦数百万。城既屠毕，乃发各贼往诸山箐、各乡村，处处搜杀；所到之处，草木种绝，江河断流。其幼男幼女至三、四岁以外者，俱要过刀断命。若半岁、一二岁者，或投之井中、或投之火内、或弃道旁、或衬马足；或掷之半空，下用鎗头迎穿其腹，以此为乐。每日寅时发兵出门，搜杀至酉时回营验功。所剁手掌，每贼二百双；比兆龄所定赏格，竟有踰百十倍者，可望等奖为好汉，汇名报献忠，躐等升赏。有一卒能杀百姓千余，即至左右都督。所以后来贼营公侯伯将军，不可胜计，皆斩馘川蜀百姓首级之功也。后剿至五月回成都，各上功疏：平东一路，杀百姓男人五千九百八十八万零，女人九千五百万零，幼子女及屠城之数不计。抚南一路，杀百姓男人九千九百六十余万，妇女八千六百六十余万零，幼子女及屠城之数不计。安西一路，杀男人七千九百余万，女人八千八百余万，幼子女及屠城之数不计。定北一路，杀男人七千六百余万，女人九千四百余万，幼子女及屠城之数不计。献忠自领者，名御府老营，其数献忠自记，在外不得而知。尚有王尚礼在成都搜杀近城四面百姓，填之江中者不计。犹有振武、南厂、七星、虎贲、治平、虎威，中厂、八卦、三奇、隆兴、金戈、天讨、神策、三才、太平、志义、正兵、龙韬、豹韬、虎略、决胜、宣威等营分剿川北、川南两道斩杀之数，不得悉数，大约如可望等所报数。剿洗已毕，复命各将军分头四出，烧房屋、粮草；前发放火兵丁，后随遣心腹贼尾迹密查。如某一路某处房屋烧毁，尚有尺寸之木、未成灰烬，领兵与放火兵俱剥皮。某一路烧粮草兵丁，某处遗有米银一撮、草数束者，亦如前法。而营兵惨死，又不下二万余。」
缺名所著《纪事略》記載：“正月十六日剿杀起，至五月尽回成都，查验功数，男妇不下千余万。”此后不久，张献忠在彭山江口大败于明军杨展，败退成都。五月，明总兵曾英进军成都，张献忠遂弃成都，向川北转移。
當代目擊者沈荀蔚在《蜀難敘略》記載，由於受到進剿追擊，張獻忠乃毀成都：“王府數殿不能焚，灌以脂膏，乃就燼。盤龍石柱二，孟蜀時物也，裹紗數十層，浸油三日，一火而柱折。”
明朝遺民顧山貞所著的《灩澦囊》記載：“曉諭遠近居民，有不更者誅及一方，語言稱謂避獻忠二字。誤犯者連坐。”
明末清初史學家計六奇於《明季南略》記載：“獻忠遂屠重慶，砍手三十餘萬人，流血有聲。”
《蜀龜鑑》：「凡碑碣坊梁有大明、大順等語，連坐十家，犯者不自知為何罪。」
《客滇述》：「獻忠既陷成都，盡伐梨樹，做宮室馳道，練兵於此。賊兵之樵採者，盡入城中，拆毀房屋以為薪。又發兵四齣，搜各州縣山野，不論男女老幼，逢人便殺；如是半載。八月，獻忠毀成都城，焚蜀王宮殿，並焚未盡之民房。凡石柱亭欄，皆毀之；大不能毀者，更聚薪燒裂之。成都有大城小城，本張儀所築，漢昭烈帝修之。甃以大石，貫以鐵絙，壯麗甲天下。宮殿之盛，亦不減京師。至是，盡為瓦礫矣。獻忠又令其大家遍收川兵殺之，及其妻子男異性，惟十時以下者僅留一、二。四川之祸，屠城、屠堡、屠山、屠野、屠全省，甚至千里无人，空如沙漠；自亘古以来，未尝有也！」
明朝遺民四川人张烺所撰《燼餘錄》記載：「今統以十分而論之，其死於獻賊（張獻忠）之屠戮者三，其死於搖黃之擄掠者二，因亂而相殘殺者又二，飢而死者及二，其一則死於病也。」指出四川人口被大規模滅絕是流賊軍、清軍、和張獻忠等外來勢力混戰的最終惡果。
明末建昌卫掌印都司俞忠良在其所著《流贼张献忠祸蜀记》中記載：“蜀中自献忠屠戮后，白骨成聚如丘陇，田地荒芜，千里绝烟，人迹罕见，虎豹豺狼行。昔之城郭宫室，今为荆棘铜驼。昔之天府之国，今为罗刹异域。更有野狗，牙挟风毒，人中其毒者必发狂而死，百十成群，一犬吠声，众犬皆起，过路行人，须臾毙命。间或有遗黎一二，又皆鸟面鹄形，五官残废，割耳截鼻，刖足剁手，喘延餘息。内地无粮，唯远诣嘉定、建南籴运，计斗米需值六十两。芰实荇花，所在皆罄，草根木叶，为之凋残，虽有遗黎假命须臾，亦终死山泽。人相食，有夫妻父子互食者，虽斩之不可止。大学士绵竹刘季龙公少子避西山白崖沟，亦为人所食。世家女子衣罗绮望门而投，亦无纳者。时中原多故，诸将无暇西望，蜀中被祸之惨旷古未有也。”
明末学者顾祖禹在《读史方舆纪要.云南方舆纪要序》中記載：「两川数千里间，荡为丘墟。得其地，谁为之耕？得其城，谁为之守？蜀所以不足问也……乱寇之剪屠，大抵成都最甚。」

### 清军屠蜀
顺治四年（1647年）春，清军和残存的农民军在蜀中相互攻杀，出现了「成都空，残民无主，强者为盗，聚众掠男女屠为脯。继以大疫，人又死，是后虎出为害，渡水登楼，州县皆虎，凡五、六年乃定。」的局面。清兵在敗退至簡州時「不分昼夜搜寻要粮，将人吊烧，有粮即放，无粮烧死……鞑子将彭玉峰烧得叫唤，竟烧死。」
清军为了解决粮食问题还大量地以人为粮，顺治四年（1647年）十二月，清军总兵马化豹在《塘报》中说「战守叙府（宜宾）已八个月，叙属府县止傕（催）稻谷四十八石、粗米九石，何以聊生？嗷嗷待哺。所部官兵俱将骡马宰吃，日逐禀泣，难堪度日。凡捉获贼徒，未奉职令正法，三军即争剐相食。本职若敢妄言，难泯官兵之口。」
順治六年（1649年），刑科給事中陳調元揭匯報入川清軍將領亂殺無辜的情況：「不得已而动大兵剿之，民贼相混，玉石难分，或全城俱歼，或杀男留妇。」
顺治七年（1650年），清军在川北进攻民寨时「上寨斩杀逆贼百十余人，跳崖跌死者无数，……所获妇女，小子，牛只，器械，分赏有功。」
顺治十六年（1659年）八月，高民瞻攻占成都，农民军南撤，清军「追至新津河，阵斩及溺死无算」。
吴三桂率军进驻川南後「骄横日甚，而部下尤淫杀不法」。至此清军才占领四川大部分地区。
在平定三藩时，清軍也曾在四川、云南和江西屠杀平民：「剿洗，玉石难分，老幼死于锋镝，妇子悉为俘囚，白骨遍野，民无噍类」。

### 西方記載
西方傳教士著作《圣教入川记》中記載張獻忠「性情暴虐，每日均杀人。大西的官员本有900人，张献忠离开成都时还有700人，到他临死时只有25人」，並且「残暴，令人骇闻」，當中亦有一些張獻忠屠殺當地人的記載：
「计是日所杀妇女之数，按玛尔定历史家记载，已有四十万人之多！」；「殘殺之後，成都為之一空。除少數官員外，別無居民。荒涼慘象，不忍矚目。獻忠剿滅成都後，命令各鄉鎮村民移居成都。」「獻賊之心，禽獸不如，聞如是哀求之言，不獨無哀憐之意，反而厲聲痛罵百姓私通敵人。隨即縱馬躍入人中，任馬亂跳亂蹄〔踢〕，並高聲狂吼：『該殺該死之反叛。』隨令軍士急速動刑。冤乎痛哉！無罪百姓齊遭慘殺，息靜無聲。真是屍積如山，血流成河，逐處皆屍，河為之塞，不能行船。錦繡蓉城頓成曠野，無人居住。一片荒涼慘象，非筆舌所能形容。」
《圣教入川记》亦記載了在張獻忠死後，傳教士在逃跑途中被不通漢語的滿族清軍搶劫、攻擊以及差點被殺死之事：
「……不幸已落入滿兵之手。滿兵見二位司鐸雖著中國衣冠，然見其面目長髯，確係泰西之人，遂將二司鐸之護髮帽揭去，欲引往營棚。正行間，突來滿兵二人，抽刀欲殺司鐸。幸後又來一滿兵操滿洲語阻之，惟不知所言。 ……欲害司鐸之二兵甫去，又來別一滿兵，身著破服，一見司鐸，即上前奪取司鐸之服以為己有。二位司鐸被逼，遂用華語向之曰：「我們不是中國人，是西國人，來此傳教。未帶軍器，爾不必加害」云云。此滿兵不通華語，以為司鐸之言是辱罵之語，遂用箭刺利司鐸之頭，傷安司鐸之臂，……二位司鐸受傷後，幸被一兵引去見馬隊之軍官。」

## 其他灾害

### 天災
清同治十年《儀隴縣志》載：“儀邑自明季之亂，幾至靡有孑遺，其逃在山谷者，又值饑饉頻仍，人相食，繼以虎災，道無行人，晝常扃戶。”

### 瘟疫
《蜀碧》载“其時，瘟疫流行，有大頭瘟，頭髮腫赤，大幾如斗；有馬眼睛，雙眸黃大，森然挺露；有馬蹄瘟，自膝至脛，青腫如一，狀似馬蹄。三病，中者不救。”，“死者朽臥床榻，無人掩葬”。順治五年（1648年），內江“瘟疫大作，人皆徙散，數百里無人煙”。同年，川北又遭大旱，餓死者日無計。《銅梁縣志》載1868年，該地“瘟疫四起，染者嘔吐交作，腰疼如斷，兩腳麻木愈二三時之斃”。

### 虎患
歐陽直《蜀亂》記載：「蜀中昇平時從無虎患，自獻賊起營後三四年間，遍地皆虎，或一二十成群，或七八隻同路，踰牆上屋，浮水登船爬樓，此皆古所未聞，人所不信者。」
彭遵泗《蜀碧》载：顺治初年四川「遭乱既久，城中杂树蓊郁成林……多虎豹，形如魑魅饕餮。然穿屋顶逾城楼而下，搜其人必重伤，毙即弃去，不尽食也。白昼入城市，遗民数十家，日报为虎所害，有经数日，而一县之人俱尽残者」。
顺治七年四川地方官员向朝廷奏称，「顺庆府查报户口，业已百无二、三矣！方图培养生聚渐望安康。奈频年以来，城市鞠为茂草，村疃尽变丛林，虎种滋生，日肆吞 噬。……据顺庆府附廓南充县知县黄梦卜申称：原报招徕户口人丁506名，虎噬228名，病死55名，现存223名。新招人丁74名，虎噬42名，现存32 名。」
沈荀蔚《蜀难叙略》载：顺治八年春「川南虎豹大为民害，殆无虚日。乃闻川东下南尤甚。自戊子（顺治五年）已然，民数十家聚于高楼，外列大木栅，极其坚厚。而 虎亦入之；或自屋顶穿重楼而下，啮人以尽为度，亦不食。若取水，则悉众持兵杖多火鼓而出，然亦终有死者。如某州县民已食尽之报，往往见之。遗民之得免于刀 兵饥谨疫疠者，又尽于虎矣。虽营阵中亦不能免其一、二。」
乾隆《富顺县志》卷5记载，清初「数年断绝人烟，虎豹生殖转盛，昼夜群游城郭村圩之内，不见一人驰逐之。其胆亦张，遇人即撄，甚至突墙排户，人不能御焉。残黎之多死于虎」。
道光《綦江县志》卷10载綦江「群虎白日出没，下城楼窥破残人户。……行者虽五、七同群，执器械，前后中间必有一失。」

## 後續
《明會要》卷五十載：萬曆六年（1578年）四川省有“戶二十六萬二千六百九十四，口三百一十萬二千七十三”。到了康熙二十四年（1685年）減至“一萬八千零九十丁”（嘉慶《四川道志》卷十七）
康熙七年（1668年）四川巡抚张德地在奏折說：“查川省现在孑遗，祖籍多系湖广人氏。访问乡老，俱言川中自昔每遭劫难，亦必至有土无人，无奈移外省人民填实地方。”
康熙二十年（1681年） 七月九日，四川巡抚杭爱疏言：“蜀省久为贼踞，百姓逃亡，所存惟兵”。時方家瑛有诗《哀川北》：“七日发阆州，五日达潼川。中江近千里，四顾无人烟，蓬蒿 无道路，老树长原田。豺狼白昼嗥，猿穴啼树间……两川万百众，光后膏戈铤。锋镝苦未歇，饥疫频颠连。青磷照梓益，白骨横巴绵。遗老哭吞声，至今五十年”。
康熙二十四年（1685年），官方统计川中人口只有「一万八千零九十丁」。
康熙二十九年（1690年）颁布《入籍四川例》和《垦荒令》；“凡流寓情愿垦荒居住者，将地亩永给为业”，“移民垦荒三、五年内免交赋税”。清光绪《大邑乡土志．户口》载；清初“全资两湖、江西、两广、山陕之人来邑垦荒生聚，麻城人较多，江西、山陕次之，两广又次之”。
三藩之乱时，清军和吴三桂军队在四川相互厮杀，导致四川「勒索居民，十室九空，或涉深山穷谷人迹罕到之地，尚不得免，生灵涂炭，怨声满路。」「征调烦苛，怨愁之气，酿成瘟疫，上南之人，死亡甚众。」多年的战乱使得四川“农苦于徭役，商苦于暴税，兵苦于战阵”。已是“民不堪命”的局面。
雍正在谈到四川人口大量死亡的时候表示：「其不法之将弁兵丁等，又借征剿之名，肆行扰害，杀戮良民请功，以充获贼之数，中国人民死亡过半。即如四川之人，竟致靡有孑遗之叹。其偶有存者。则肢体不全。耳鼻残缺。此天下人所共知。」。

## 質疑與考證

### 七杀碑
史學家、明朝遺民、南明史籍以及外國傳教士都指出張獻忠是屠蜀的元兇。近年來有中國大陸学者如南开大学教授南炳文以及四川大学教授胡昭曦等认为相關說法的可信度值得怀疑，如「七杀碑」传说，有說法認為张献忠不仅杀人如麻，还在他杀人的地方立了个碑，兩側碑文分別為：「天生萬物以養人，人無一物以報天」 ，中間有七字「殺殺殺殺殺殺殺」。
然而清朝翰林歷史學家彭遵泗所著《蜀碧》记载张献忠的「圣谕碑」却有出入，碑文上是：「天生万物与人，人无一物与天；鬼神明明，自思自量」 。《续编绥寇纪略》和《明史》記載张献忠在四川杀了六万万人，然而当时中国的总人口不到一亿，也有历史学家推测中国的人口在明万历年间达到了一亿二千万至两亿。
明朝遺民吳偉業在其著作《綏寇紀略》中同樣沒有承認「七殺碑」的存在：「諭曰：天生萬物與人，人無一物與天，鬼神明明，自思自量。」，而《蜀碧》和《綏寇紀略》都一致認定張獻忠是屠川的罪魁禍首。
胡昭曦說「六萬萬有奇」的說法有很多漏洞，而张献忠的確是被「七殺碑」傳說中傷，而污衊嫁禍張獻忠的是明末四川地主和南明將領，證據就是新繁縣地主費密家祖墳立的《一通歌碑》和南明將領楊展在《張獻忠聖諭碑》後所刻《萬人墳碑記》，圖謀將南明军队的屠殺行為歸結於農民軍身上。胡昭曦認為這些「自相矛盾」的記載證明屠蜀的真正元凶是南明地主阶级组织的还乡团武装对四川劳动人民的反攻倒算，而非在公元1647年已死的农民革命领袖張獻忠。

### 年份疑點
有說法認為，1646年清軍入关後第三年，张献忠在西充县凤凰山多宝寺前中箭身亡後，餘部继续转战四川各地。直到1659年，清军攻陷南明渝城（現重庆）後正式佔領四川全境，清軍即宣布四川平定，即是张献忠死後13年清军才攻陷重庆，有說法認為在這13年期間「张献忠余部以及四川人民和清军展开了殊死战斗」，質疑如果张献忠已将四川人几乎杀光，那為何清军需要花费十多年时间去平定四川，又質疑為何千里已无人烟的四川能夠抵抗清军十多年，甚至有人認為是清軍將屠川責任栽贓給張獻忠。
對此有學者作出解釋，指出張獻忠死後四川一帶形成了清軍跟明軍對峙的局面，清軍的勢力於四川北部保寧一帶，而南明軍隊保有著四川境內大部分州縣。四川的广大地区尤其是人口集中的川西平原，已如千里荒漠无人区，以致川南的南明军队和川北的清军两军相互對戰時需要至少準備半個月的糧食，糧食問題難以解決，導致明清兩方都難以推進，這就是清軍花了13年才佔領整個四川的最主要的原因。另外，清军因镇压陕西、山西起义，无暇全力顾及四川，而张献忠余部孙可望、李定国等撤向云贵，于是四川本地各南明将领割据。各将领名义上效忠南明永曆政权，互相之间却征战不休，连年征战更加加剧了四川的惨况。後來孙可望又出兵攻打四川，征讨南明各将领，使清廷派吴三桂乘机第二次挥师进入四川，吴三桂平定四川忠于明朝各军阀，击败南明蜀藩刘文秀，重新取得四川，使四川人口再次大规模流失。

### 張獻忠崇拜
近代有說法認為，明朝崇禎年間，張獻忠領兵到達梓潼後殺貪官、開米倉，解決了百姓長期的缺糧之苦，因此雖然朝廷大舉圍殺張獻忠，四川百姓對於張獻忠卻有擁戴之心。張獻忠死後，當地人為寄託懷念之情，於七曲山風洞樓上為他塑像。乾隆初年，此廟曾經遭地方官砸毀，其後又有人重塑，但又被官方搗毀，幾經反复。質疑如果張獻忠真的屠蜀，當地百姓為何對他如此崇拜，又認為是清朝污衊和栽贓張獻忠，是「反动派进行反动宣传，诬蔑张献忠农民军」。
有四川學者指出，張獻忠領導的大西軍在成都「入城樵采，凡先聖賢祠廟，民居屋宇，悉毀為薪，於是自東漢以來古跡，明太祖所頒圖書彝器，至是皆盡」。明末的成都有寺廟94所，包括武侯祠在內，無一存者。川中各州縣的情況「園亭寺廟無不焚毀」，唯一得以保存的是後來成為了張獻忠一人一姓的家廟的梓潼文昌帝君廟。當地倖存的賈、裴二姓的司香人士為向張獻忠諂媚保命而為其塑像立碑，恰好文昌帝君是晉朝的將軍張育，也姓張，張獻忠便被魚目混珠地成為了「文昌菩薩」。
1742年，綿竹縣令安洪德路過梓潼發現這件事後命人將之搗毀，梓州知州毛彥成曾專門為此事刻碑為記。廟裏司香的人為哄騙各地香客來廟上香獻供，不久又重新為張獻忠塑像。後來由於梓潼縣衙門強化了對廟產的管理，斷了廟產擁有者賈裴兩家人的財源，賈裴二姓心懷不滿，故誣告大廟管賬員白映璧受賄和貪污，又帶頭滋擾鬧事。1807年，帶頭滋擾鬧事者最終被杖八十、枷號一月，同時這兩姓人被勒令永遠不得入廟。這些事件被一些中國大陸史學家評為「勞動人民為捍衛張獻忠塑像而遭到清政府鎮壓」。此外，啯嚕（於雍正晚期至乾隆初年進入四川的外省移民和本省遊民結成的武裝搶劫集團）也專門到當處假借神會求張獻忠冥佑，相謀而為惡，這些歷史事件也被一些历史学者认为是「各地勞動人民利用節日來這裏燒香，表達對張獻忠的敬仰」。

### 屠殺質疑
鲁迅在《晨凉漫笔》中说：“他（张献忠）开初并不很杀人，他何尝不想做皇帝，后来知道李自成进了北京，接着是清兵入关，自己只剩没落这一条路，于是就开手杀，杀......他分明感到天下已没有自己的东西，现在是在毁坏别人的东西了，这和有些末代的风雅皇帝，在死前烧掉了祖宗或自己所搜集的书籍古董宝贝之类的心情，完全一样。他还有兵，而没有古董之类，所以就杀，杀，杀人，杀......李自成已经入北京做皇帝了，做皇帝是要有百姓的，他要杀之他的百姓，使他无皇帝可做。”对此四川大学历史系教授及博士生导师胡昭曦認為：“张献忠起义军的打击对象是明朝封建反动势力，是地主、官僚以及从属于他们的反动武装，这有什么不应该？当然，也要看到，农民义军在这一过程中，不仅杀了地主本人，也往往杀了他的全部家口，打击面很大，杀的人相当多。这是可以从农民朴素的阶级仇恨和当时的历史条件来说明的。绝不能因此而否定农民起义的革命性。”
有學者認為尽管历史上农民起义有乱杀的现象，但张献忠屠杀四川是不可想象的，他这样做无疑是自毁长城。对此，《中国断代史系列·明史》有以下论述：「仅将《续编绥寇纪略》中的有确切数字的几件加起来，杀人总数即达到六亿七千八百万。如所周知，明代全国人口的最高数字为明神宗万历六年（1578年），也仅有六千零九十万。这与上述数字相比尚不到十分之一！无可置疑，《编绥寇纪略》所记的张献忠起义军在川杀人数，绝不可靠。由此推想，旧史书上述几起张献忠起义军杀戮事件的记载，夸大渲染之处肯定存在。但是，关于上述杀戮事件，有多种史书加以记载，而且除了细节的差异外，基本情况大体相同，这说明这些事件应是确有其事。...... 狭隘的地域观念，使他对四川人产生偏见，从而不仅杀了明朝残余势力，也杀了许多一般绅士，更杀了不少劳苦群众，这便使这类事件在一定程度上带有了反人民性。...... 由于张献忠之在四川大杀戮，具有反人民性的一面，这便使之严重脱离群众。脱离群众的人是不可能成功的，张献忠之大杀四川人，成为其后来遭到丧命惨败的一个重要原因。」

### 對「平反」及美化張獻忠屠殺行為的指責
1980年，中國四川省社會科學院《社會科學研究》編輯部邀集有關的史學工作者和專家，舉行了“張獻忠在四川”的學術討論會。會上討論了張獻忠在四川殺人問題的真相，張獻忠在明末清初農民戰爭中的地位和作用，張獻忠失敗的原因等三個問題。到會者一致指出：過去清廷統治階級把張獻忠誣衊為“殺人狂”、“殺人魔王”等等，流毒既廣且深，特別在四川留下的惡劣影響更不容忽視。至今無論城市、鄉村，舉凡四十歲以上的四川人，大多都程度不同地受到過所謂八大王“剿四川”的傳說影響。
香港中文大學歷史系系主任陳學霖教授批評，在1970至1980年代，深受階級鬥爭教條影響的中國大陸的史學界在基於政治形勢需要，在研究「封建社會」的「農民起義」和「農民革命」的歷史下，對被舊史學視為「頭號逆賊」的李自成和張獻忠作出徹底的平反。他指出，中國大陸的史學界對張獻忠的研究和評論集中在兩方面：
- 從演繹文獻資料著手，對於文獻所載張獻忠的殘酷殺戮事蹟，一方面批判是出於士紳階級仇視農民起義軍的誣衊誇張，另一方面則掩飾或淡化，將矛頭指向地主、官僚等反革命階級，而非不是平民百姓；又說死難是「革命鬥爭過程中難免的犧牲」，遇到難作解釋的文獻則乾脆刪節不談。
- 以馬克思主義的唯物史觀立論，以階級鬥爭的觀點，強調張獻忠的動亂為「農民起義或農民革命的反封建統治的正義戰爭」，將張獻忠塑造為農民戰爭的傑出革命領袖、軍事家，或甚至為偉大的民族英雄。」

另一方面，陳學霖肯定相關史學家對糾正舊史記載的一些重疊錯誤，也認同釐清張獻忠殺人的數字、四川有多少人口及哪一類人如何被殺等爭議性問題的貢獻。他亦指出，在《聖教入川記》出版的前後，中國學者論述張獻忠的都著作曾提到其書，但格於其內容不大配合政治需要，因此只摘用其有利於張獻忠的記述，並未客觀地採用耶穌會士的第一手資料作比較研究。
四川省綿陽市社會科學聯合會主席楊培德亦指出：「在中華人民共和國建立以來的幾十年間，國內的史學界在研究評價張獻忠時，極盡美化神化之能事，千方百計地為張獻忠屠殺無辜百姓、在四川製造無人區的罪行辯護，煞費苦心地把他打扮成高大全式的歷史人物。似乎只有這樣做，才符合馬克思主義的歷史唯物主義，而對當時的親歷者、參與者、目擊者傳下來的真實的血腥記錄，一概斥為『誣衊不實之詞』。這實際上是嚴重的意識形態偏見作怪，完全違背了馬克思主義的辯證唯物史觀，將自己陷入極左思潮而不能自拔。唯物史觀要求人們必須尊重歷史，從客觀存在的歷史事實出發，得出科學的合乎歷史實際的結論，而不是帶著意識形態的偏見，對歷史事件和歷史人物任意塗抹。」

### 《聖教入川記》
四川學者任乃強認為二司鐸對張獻忠事蹟的許多親歷聞見的記載可以取信，但認為存在一些問題，例如張獻忠只叫他們治吏曆和鑄造，未讓他們參與大西朝軍民諸政務；所記獻忠的情況，只一部分是親見的，另一部份是從教徒大臣那裏聽來的，應當分別看待。對於以上兩點陳學霖認為很中肯，另外他和任乃強也認為司鐸對張獻忠人品的評價前後不同的矛盾值得探討，例如司鐸用「智識宏謀，決斷過人」和「天姿英敏，足智多謀，其才足以治國」讚揚張獻忠，卻跟著批評：「然有神經病，殘害生靈，不足以為人主」。然而陳學霖亦指出，某次張獻忠聞司鐸解說天主教誡之後「大為奇異，稱讚其法律如此精詳，管理人良心，誠為不二法門，認為歐洲各國風俗純美，實由此聖律而來」，續言「然此等法律為川人無益，伊等固執於惡，不從此聖教聖令，寧願從我刀劍之下，不服聖律。故吾奉天地大主之命，殄滅此種僧黨及世上惡人。凡仇爾等者，吾亦仇之」云云，顯然是故意將司鐸之解說扭曲，作為殄滅僧黨及世間定性為「惡人」的藉口及理據。
任乃強指出《聖教入川記》是從外文譯來，譯筆文字難免有所歪曲，表達不同的見解，需要特別注意。陳學霖認為這是很負責的評論，但同時指正現四川本〈出版說明〉說該書是以漢文撰寫，所以不存在翻譯的問題，而是用漢語範文理念演述外來宗教文化觀點所產生的問題。
任乃強亦指出兩名傳教士是脫離社會下層人民生活的高級傳教士，因此關於下層人民生活的記述，可信的資料不多。陳學霖認為任乃強的觀點接近事實，不過他卻採取傾向意識形態的方式表達。另外，陳學霖指出在「鋪天蓋地的農民起義革命的歷史研究浪潮」裏，學者對於作為首號代表的張獻忠的研究，只能作正面的評價。因此部分學者在摘用《聖教入川記》時只引用有利於對張獻忠的評價，對教士對獻忠的瘋狂性格，濫殺無辜的負面報道則盡量迴避或淡化，反映政治正確性對歷史的研究的嚴重影響。

### 西方學者研究
美國漢學家和歷史學家费正清教授說：「从1644年夏天起，西南三省四川、贵州和云南发生了一系列次要的戏剧性事件，影响到永历朝廷最后10年的进程。主要起义领袖之一的张献忠，在崇祯时期没有被李自成消灭或吞并，1643年在湖广中部第一个称王。1644年，他率部入川，建立大西国，定都成都。他从这里控制了四川广大地区中最发达的部分 ，继续进行了两年的恐怖统治，使人口和资源锐减。 尽管四川与外界相对来说是隔绝的，但张献忠并不安全。他未能完全消灭明朝的将领，他们幸存下来，并在西部和南部重整旗鼓。在北面，他起初受到他的老对手李自成的威胁，然后是清军的威胁。1646年底，在四川作为一个基地已被消耗殆尽后，张献忠开始向陕西进发，企图与清争夺西安。但当他在四川北部一个地点扎营时，于1647年1月2日被一支清军所杀」。

## 流行文化
成都遊戲公司靈澤科技開發的電玩遊戲《明末：淵虛之羽》，以明末蜀地動亂為背景。

### 引用
1. ↑  曹树基《中国人口史．第四卷》，复旦大学出版社，2000年
2. ↑  邵福亮. . 中國文學網. 2011-03-31.[永久]
3. ↑  Liam Matthew Brokey. . Harvard University Press. 2007: 110. ISBN 978-0-674-03036-7.
4. ↑  . The Ricci Roundtable. （原始内容存档于2006-09-08）.
5. ↑  顾山贞《蜀记》
6. ↑  [清]费密，《荒书》
7. ↑  傅迪吉，《五马先生纪年》
8. ↑  《明清史料丙编》第七本《署四川川南叙府总兵马化豹塘报》
9. ↑   蕭一山《清代通史．第一卷》，中華書局，1986年，第79頁
10. ↑  《明清史料》甲编第六本《李国英揭帖》
11. ↑  [清]蒋良骐，《东华录·顺治三十三》
12. ↑  [清]张邦伸，《锦里新编·卷一·名宦·郝浴》
13. ↑  曹树基著《中国人口史——第五卷清时期》复旦大学出版社2001年5月第一版，第43页。
14. ↑  陳學霖.  (PDF). 《中國文化研究所學報》. 2011, (52): 65–69  [2015-08-26]. （原始内容存档 (PDF)于2015-09-23）.
15. 1 2 3 4 5 6  陳學霖.  (PDF). 《中國文化研究所學報》. 2011, (52): 65–69  [2015-08-26]. （原始内容存档 (PDF)于2015-09-23）.
16. ↑  彭遵泗，《蜀碧》卷4
17. ↑  《明清史料》甲编第六本
18. ↑  《清史稿王骘传》
19. ↑  民国《江津县志》卷三
20. ↑  民国《雅安县志》卷四
21. ↑  李蕃，《明末清初雅安受害纪》。
22. ↑  清初四川通江人李馥荣撰、刘尧草，《滟滪囊·卷五》。
23. ↑  《清世宗实录》雍正七年九月癸未
24. ↑  或作「人無一善以報天」或「人無一德可報天」等
25. ↑  .   [2017-10-28]. （原始内容存档于2017-10-29）.
26. ↑  .   [2017-10-28]. （原始内容存档于2017-10-29）.
27. ↑  （清）彭遵泗撰《蜀碧》
28. ↑  《中国人口发展史》。作者葛剑雄 福建人民出版社，1991年出版，第241页
29. ↑  《蜀碧》：“嗣後賊營公侯伯甚多，皆屠川民積功所致也。正月出，五月回，上功疏，可望一起殺男女若干萬，文秀一路殺男女若干萬，定國一路殺男女若干萬，能奇一路殺男女若干萬.獻忠自領者，名為御營老府，其數自計之，人不得而知也。又有振武、南廠、七星、治平、虎賁、虎威、中廠、八卦、三奇、隆興、金戈、天討、神策、三才、太平、志正、龍韜、虎略、決勝、宣威、果勇等營，分屠川南川北，而王尚禮在成都複收近城未盡之民，填之江中。蜀民於此，真無孑遺矣。”
30. ↑  《綏寇紀略》：“獻賊自為一文，歷評古帝王以楚霸王為最，謂之御製萬言策，頒布學宮，自為聖諭六言，刻諸石，嚴錫命作註解發明之，諭曰：'天生萬物與人，人無一物與天，鬼神明明，自思自量。'”
31. 1 2  胡昭曦《张献忠屠蜀考辨》，四川人民出版社，1980年，第28页
32. ↑  胡昭曦《四川古史考察札記》，重庆出版社, 1986年，第231首
33. ↑  《清史稿》本纪四：“丁巳，祀天于圜丘。己巳，豪格师至南部，时张献忠列寨西充，鰲拜等兼程进击，大破之，斩献忠于阵。”
34. ↑  《清史稿》本纪五："吴三桂、李国翰定漳腊、松潘、重庆。"
35. 1 2  向飞明史记张献忠屠川杀六万万：全国人总和尚不足 （页面存档备份，存于），2011年07月21日，凤凰网历史
36. ↑  郑光路. . 四川民族出版社. 2010年1月. ISBN 9787540944032.
37. ↑  王成彦撰《毁張獻忠遺像记》：「蓋因賊殺戮至此，見神家堂對聯有字數符賊之姓名，故僭冒神族，不敢殺左右民，民畏而媚之，塑像於茲，妄亦甚矣。」
38. ↑  秦宝琦《江湖三百年：从帮会到黑社会》，中国社会科学出版社，2011年
39. ↑  安洪德《除毁賊像碑记》：「無怪乎年年啯嚕匪類假借神會，聚集謁之，求伊（張獻忠）冥佑，相謀而為惡也」
40. 1 2  楊培德《關於梓潼神廟內的張獻忠塑像》，弘道2011年第4期／總第49期
41. ↑  南炳文，汤纲. . 上海人民出版社. 2001年: 第1269页.。已查阅
42. ↑  王家楼 《关于“张献忠在四川”学术讨论会的情况综述》，《社会科学研究》 ，1980年第3期
43. ↑  费正清主编《剑桥中国明代史》，中国社会科学出版社，1998年
44. ↑  Blake, Vikki. . IGN. 2025-04-29  [2025-05-02] （英语）.